# Calu
Pour les articles homonymes, voir Calu (homonymie).
Calu est un dieu des morts de la mythologie étrusque antérieur à Aita.
Calu est cité dans le texte de la Tabula Capuana datant du début du Ve siècle av. J.-C. qui prescrit d'offrir à Calu des « victimes parfaites ».